# 寂源
寂源（じゃくげん、生年不詳 - 治安4年3月2日（1024年4月12日））は、平安時代中期の天台宗の僧侶。俗名は源 時叙（みなもと の ときのぶ）。宇多源氏、左大臣・源雅信の八男。母は藤原穆子。官位は従五位下・右近衛少将。

## 経歴
永観2年（984年）に当時侍従であった時叙は同僚の侍従・藤原斉信、蔵人・藤原宣孝とともに賀茂臨時祭に怠けて出席しなかったことから花山天皇の怒りを買い、年長の宣孝は処分されたものの、時叙と斉信は「年歯太若」であることを理由に両親の前で誡められた。藤原斉信が当時17歳であること、源雅信の子息の初任官がいずれも16歳（大学寮に入って文章生を経た源扶義を除く）であったことから、この頃16・17歳と考えられている。
翌寛和元年（985年）時叙は昇殿を許され、のち右近衛少将に任じられた。
しかし、天延元年（987年）頃、同年に出家した兄の源時通の後を追うかのように、時叙も出家してしまう。動機は不明だが、当時摂政・藤原兼家を牽制しうるほどの政治力を有した左大臣・源雅信の子である時叙が自らの将来を悲観したとは考えにくく、厭世観によるものとされる。なお、『栄花物語』には相次ぐ息子の出家に憤る雅信の姿が描かれており、また『栄花物語』の著者の有力候補と目される赤染衛門は寂源と交流があったことが知られている。
出家後は比叡山に登って覚忍に師事し、永祚2年6月27日（990年）に覚忍から両部灌頂を受ける。後に皇慶の年長の弟子となって寛弘9年（1012年）3月に胎蔵界・金剛界の灌頂を受けた。
長和2年（1013年）に延暦寺と園城寺の対立を避ける形で大原に移り住み、勝林院を再興した。寂源は大原で浄土信仰・法華信仰の研鑽に励んで様々な苦行を行い、その度に毘沙門天が現れて寂源を守護したと伝えられている。また、義兄・藤原道長が度々寂源を尋ねて講説を受けたほか、赤染衛門ら多くの人々から崇敬を受けて出家前の官名より大原入道少将とも称された。
万寿元年（1024年）2月上旬頃より腫物を発病、同月下旬には重態に陥り、3月2日に死去。臨終においては磬を打って合殺し、十念成就の後に往生を遂げたと伝えられている。

## 官歴
注記のないものは『小右記』による。
- 永観2年（984年） 11月27日：見侍従
- 寛和元年（985年） 6月22日：昇殿
- 時期不詳：右近衛少将[7]
- 万寿元年（1024年） 3月2日：入滅